# Fabián Turnes

a Compétitions nationales et continentales officielles uniquement.

b Matchs officiels uniquement.
Dernière mise à jour le 22 novembre 2024.
Fabián Turnes, né le 12 janvier 1965 en Argentine, est un joueur de rugby à XV qui a joué en équipe d'Argentine, évoluant au poste de centre.

## Biographie
Fabián Turnes joue en club avec le Banco Nación. Il honore sa première cape internationale le 22 juin 1985 pour une victoire 24-16 contre l'Équipe de France de rugby à XV, et sa dernière le 8 novembre 1997 pour une victoire 18-16 à Buenos Aires contre l'Australie.

## Statistiques en équipe d'Argentine
- 27 sélections en équipe d'Argentine entre 1985 et 1997
- 63 points marqués (5 essais, 5 transformations, 10 pénalités, 1 drop)
- Sélections par saison : 5 en 1985, 4 en 1986, 5 en 1987, 4 en 1988, 3 en 1989, 5 en 1997.
- En Coupe du monde :
  - 1987 : 2 sélections